# Žohari
Žohari (latinski: Blattodea; u lokalnim dijalektima poznati kao gaštapani i bakule) kukci iz reda žoharaša, spljoštenog tijela dužine cca 25 mm. Imaju tri para dugačkih nogu, glava im je prekrivena štitastim prsnim kolutićem. Usni organ je prilagođen za glodanje i žvakanje. Poznato je 3500 vrsta, 15 ih možemo pronaći u Srednjoj Europi. Fosilni ostaci nam govore da su se tijekom evolucije vrlo malo mijenjali. Najraniji fosili slični žoharu potječu iz karbonskog perioda od prije 354 – 295 milijuna godina.

## Rasprostranjenost
Žohari su među najstarijim i najuspješnijim živim bićima na Zemlji. Većina vrsta živi u tropskim i suptropskim predjelima. Jako su prilagodljivi i možemo ih naći širom svijeta. Poznato je 3500 vrsta, 15 ih možemo pronaći u Srednjoj Europi. U Hrvatskoj žive dvije vrste žohara, to su: njemački žohar (Blatella germanica) i orijentalni žohar (Blatta orientalis).

## Život
Osjetljivi su na svjetlost i uglavnom su aktivni samo noću. Žive u grupama na mračnim ,vlažnim i toplim mjestima. Ženka odlaže u omotu između 12 i 50 jajašaca, ovisno o vrsti. Po boji i obliku omota možemo reći o kojoj se vrsti žohara radi. Kad jajašca sazriju omot puca i iz nje izlaze ličinke. Ličinke i odrasli žohari imaju slične životne navike. Brzina razvoja žohara ovisi o tri čimbenika vlazi, temperaturi i hrani. Biotički potencijal im je vrlo visok, za dvije vrste  koje žive u Hrvatskoj je sljedeći: Ženka njemačkog žohara tijekom jedne godine može dati do 35.300 jedinki, a ženka orijentalnog žohara tijekom jedne godine može dati 200 jedinki.

## Čovjek i žohari
Žohari se smatraju štetočinama, iako samo oko 30 vrsta žohara živi u urbanim područjima što je manje od 1 % ukupne vrste. Vrste koje su se prilagodile životu uz čovjeka predstavljaju veliki higijenski problem za čovjeka. Prehrambene proizvode zagađuju svojim izmetom i prisutnošću. Uzročnici su i mnogih alergija u odraslih i djece, dokazano je da kod djece mogu izazvati astmu. Alergeni se nalaze u slini žohara, fecesu, sekretima, ljuskama oklopa i mrtvim tijelima žohara. Pogoduje im nečistoća jer se hrane ostacima hrane. Najčešće ih možemo pronaći u skladištima, kuhinjama, kupaonama(potrebna im je voda za razvoj) i sl. Za čovjeka su još opasni kao prenositelji nekih bolesti kao: tuberkuloza, kolera, tifus, guba itd. Pošto su noćne životinje dosta ih je teško za otkriti, otporni su na insekticide, sposobni su dugo preživjeti bez hrane i brzo se razmnožavaju. Jedna od najboljih preventivnih mjera je održavanje čistoće u prostorijma za život, pogotovo u prostorijama koje služe za držanje i pripremu hrane.

## Vanjske poveznice
- Ilustracija Georgea Rollestona (1870), koja prikazuje unutarnje organe žohara
- Slike žohara – slike o navikama, prehranjivanju in životnom ciklusu
- Prijašnje vrste u evoluciji žohara